# TV Patrol
TV Patrol je filipínský zpravodajský televizní pořad vysílaný společností ABS-CBN od 2. března 1987. TV Patrol je vlajkovou lodí národního zpravodajství stanice a je nejdelší večerním zpravodajstvím ve filipínském jazyce. Moderátory jsou Noli de Castro, Bernadette Sembrano a Henry Omaga-Diaz, v minulosti zde také moderovali Mel Tiangco, Korina Sanchez, Julius Babao a Ted Failon.